# Rho Scorpii
Rho Scorpii (ρ Sco / ρ Scorpii, detta anche Iklil) è una stella di magnitudine +3,87 appartenente alla costellazione dello Scorpione.

## Osservazione
Rho Scorpii è una delle stelle che formano la testa dello Scorpione. Il metodo migliore per individuarla è partire da Antares, al centro della costellazione, e poi spostarsi a nord ovest per individuare le tre stelle luminose poste in corrispondenza della parte anteriore dello Scorpione: Graffias, Dschubba e Pi Scorpii, tutte comprese fra la magnitudine 2 e quella 3. Esse formano un arco che si dispone da nord a sud. Localizzata la stella più a sud delle tre, Pi Scorpii, Rho Scorpii si individua ancora 3° circa a sud di essa.
Essendo posta 29° sotto l'equatore celeste, Rho Scorpii è una stella dell'emisfero australe. Le sue possibilità di osservazione nell'emisfero boreale sono tuttavia abbastanza ampie. Essa è infatti osservabile fino al 61º parallelo N. Restano escluse solo la Groenlandia, le regioni più settentrionali del Canada e della Russia, oltre che l'Islanda e buona parte della Svezia e della Norvegia. D'altra parte questa stessa declinazione comporta che essa sia circumpolare solo più a sud del 61º parallelo S, cioè solo nelle regioni del continente antartico.
I mesi migliori per la sua osservazione sono quelli che corrispondono all'estate boreale, da maggio ad agosto.

## Ambiente galattico

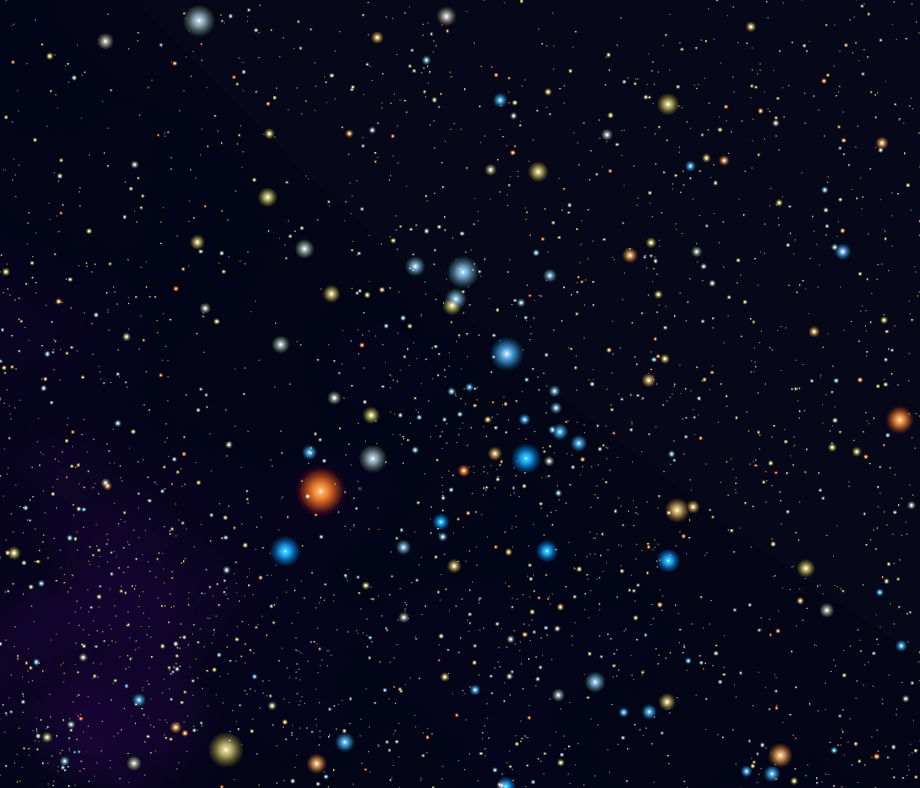
Il gruppo Scorpione superiore

Rho Scorpii fa parte, come molte stelle brillanti della costellazione dello Scorpione, dell'associazione stellare Scorpius-Centaurus, l'associazione OB più vicina alla Terra. Questa associazione è molto estesa, essendo formata da forse 1.200 stelle con masse pari o superiori alle 15 M☉. Esse si sono formate in un tempo compreso fra i 5 e i 17-22 milioni di anni fa. Le stelle più massicce dell'associazione sono probabilmente già esplose in supernovae, che hanno dato origine ad ulteriori fenomeni di formazione stellare.
L'associazione Scorpius-Centaurus è divisa in tre sottogruppi di stelle, chiamati Scorpione superiore, Centauro superiore-Lupo e Centauro inferiore-Croce. Rho Scorpii fa quasi sicuramente parte del primo di questi sottogruppi, noto anche come Associazione di Antares. La distanza media del sottogruppo dalla Terra è circa 500-600 anni luce. Rho Scorpii, in particolare, dista da noi 409 ± 45 anni luce.

## Caratteristiche
Sebbene a volte venga classificata come subgigante, Rho Scorpii è probabilmente una stella azzurra di sequenza principale appartenente alla classe spettrale B2. Il suo colore le è conferito dalla temperatura superficiale di 21.150 K. Dalla distanza presunta e dalla luminosità della stella è possibile inferire la luminosità assoluta di questo astro; come tutte le stelle della sua classe, essa risulta essere molto luminosa, emanando una radiazione pari a 2.540 volte quella emessa dal Sole. Dalla luminosità assoluta e dalla temperatura si può dedurre il raggio, che risulta essere 3,75 volte quello solare.
Le stelle della classe di Rho Scorpii hanno di solito un'alta velocità di rotazione: il valore della velocità di rotazione di questa stella moltiplicato il seno dell'inclinazione dell'asse di rotazione rispetto alla nostra linea di vista (v × sin i) è 120 km/s. Quindi la velocità di rotazione effettiva è pari a questo valore se l'asse di rotazione è perpendicolare alla nostra linea di vista; è superiore se l'asse è inclinato rispetto alla nostra linea di vista. Dal raggio e dalla velocità di rotazione si può ricavare il periodo di rotazione, che è 1,56 giorni se la velocità è 120 km/s, inferiore se la velocità è superiore.
La teoria predice che una stella con questi parametri dovrebbe avere una massa circa 7,5 volte quella del Sole e una età di circa 15 milioni di anni. Fra circa altri 15 milioni di anni Rho Scorpii esaurirà l'idrogeno contenuto nel suo nucleo per diventare una gigante rossa. La sua massa la pone poco sotto il limite sopra il quale le stelle esplodono in supernovae. Il suo destino finale è quindi probabilmente quello di diventare una massiccia nana bianca.

## Compagne
Rho Scorpii è in realtà una stella doppia, avendo la principale una compagna rilevata mediante misurazioni spettroscopiche. Di tale compagna, non osservabile mediante i telescopi a nostra disposizione, si conosce solo che orbita intorno alla principale con un periodo di 4,003 giorni.
A 40 secondi d'arco da Rho Scorpii è possibile osservare una debole stella di magnitudine 12,8 che sembra condividerne lo stesso moto proprio. Se i due astri sono legati fisicamente, allora questa stella dista dal sistema principale almeno 4.900 UA (circa 735 miliardi di km) e compie un'orbita in almeno 114.000 anni.